# Álvaro Carneiro
Álvaro Carneiro foi um musicólogo, violinista e compositor, bracarense. É patrono da Escola Secundária Alberto Sampaio.